# Rock Lee (cestista)
Rock Alan Lee (La Jolla, 1º maggio 1955) è un ex cestista statunitense, professionista nella NBA.

## Carriera
Non selezionato al Draft NBA 1978, disputò due partite nel 1981-82 con i San Diego Clippers, segnando 2 punti.